# Detlef Knorrek
Detlef Knorrek (Langenhagen, RFA, 6 de julio de 1965) es un deportista alemán que compitió en judo. Ganó una medalla de bronce en el Campeonato Europeo de Judo de 1991 en la categoría de –95 kg.
Participó en dos Juegos Olímpicos de Verano en los años 1992 y 1996, su mejor actuación fue un vigésimo primer puesto logrado en Atlanta 1996 en la categoría de –95 kg.

## Palmarés internacional
| Campeonato Europeo | Campeonato Europeo     | Campeonato Europeo | Campeonato Europeo |
| Año                | Lugar                  | Medalla            | Categoría          |
| ------------------ | ---------------------- | ------------------ | ------------------ |
| 1991               | Praga (Checoslovaquia) | Medalla de bronce  | –95 kg             |